# Ludwig von Moos
Ludwig von Moos (Sachseln, 31 januari 1910 - Bern, 26 november 1990) was een Zwitsers politicus voor de Christendemocratische Volkspartij (CVP/PDC) uit het kanton Obwalden.

## Biografie
Von Moos was van 1941 tot 1946 voorzitter van de gemeenteraad van Sachseln. Van 1946 tot 1959 was hij president van de regering van het kanton Obwalden. Vervolgens was hij van 1 januari 1960 tot 31 december 1971 lid van de Bondsraad. Tijdens zijn ambtsperiode beheerde hij het Departement van Politie en Justitie. In 1963 en 1968 was hij vicepresident en in 1964 en 1969 was hij bondspresident.